# Dalhalla
Dalhalla er en friluftsscene til teater-, koncert- og operaforestillinger. Den er opført i 1993 i det nedlagte kalkstensbrud Draggängarna lidt udenfor Rättvik i Dalarna, Sverige.

## Historie
Dalhalla er et kalkbrud ca. 8 km nord for Rättvik. I kalkbruddet har man siden 1940'erne gravet og sprængt et kæmpestort krater af enorme proportioner. Brydningen af kalk ophørte i 1990.  
Ideen til en udendørsscene fødtes i 1991 af operasangeren Margareta Dellefors. Kalkbruddet var delvist formet som et amfiteater og havde meget god akustik. Rättviks kommune og Dalarnas len bevilgede støtte til igangsætning af projektet, og i juni 1993 kunne en prøvekoncert opføres for medierne. Den 23. juli 1994 blev den første rigtige koncert afholdt. I 1995 indviedes Dalhalla officielt.

## Navnevalget
Navnet Dalhalla er valgt som en kombination af navnet på de gamle nordiske guders hjemsted, Valhal (på svensk: Valhalla), der er med i Richard Wagners operaer, og at det ligger midt i Dalarna.

## Dalhallas akustik
Det viste sig, at kalkbruddets dimensioner gav en perfekt akustik som i amfiteatrene i Grækenland og Italien. Tilskuerpladserne giver overalt optimal lydoplevelse. Efterklangen og resonansen gør, at operaer kan opføres uden elektronisk forstærkning.

## Dalhalla i tal
- Der er siddepladser til 4.000 tilskuere.
- Længde: 400 meter
- Bredde: 175 meter
- Dybde: 60 meter

## Links
- Dalhallas hjemmeside, (svensk)

60°56′54.7″N 15°06′15.5″Ø / 60.948528°N 15.104306°Ø